# حسن کسائی
سیدحسن کسائی (زادهٔ ۳ مهر ۱۳۰۷، اصفهان – درگذشتهٔ ۲۵ خرداد ۱۳۹۱، اصفهان) موسیقیدان و نوازندهٔ نِی و سه‌تار اهل ایران بود.

## زندگی
حسن کسائی، به گفتهٔ خود، در تاریخ ۳ مهر ۱۳۰۷ در خانواده‌ای تاجرپیشه به دنیا آمد. پدرش، سید جواد کسائی، از تاجران به نام آن زمان اصفهان بود و به دلیل علاقه و انسی که با موسیقی داشت، با استادان و بزرگان آن زمان مانند سید حسین طاهرزاده، جلال‌الدین تاج اصفهانی، اکبر خان نوروزی، خاندان شهناز (شعبان‌خان، حسین آقا، علی آقا و جلیل شهناز)، غلامحسین سارنج و ادیب خوانساری رفت‌وآمد می‌نمود. به‌طوری‌که منزل آقا سید جواد، محفلی بود برای تجدید دیدار و نیز ساز و آواز استادان به نام موسیقی اصفهان. این آمد و شدها موجب شد حسن کسائی از کودکی با موسیقی آشنا شود و به مرور زمان، علاقه زیادی خصوصاً به ساز نِی پیدا کند (بعد از دیدن یک نوازنده دوره‌گرد) و بر آن شد تا پدر، وی را نزد مهدی نوایی ببرد.

## استادها
حسن کسائی مدتی آواز و گوشه‌های موسیقی ایران را نزد تاج اصفهانی و ادیب خوانساری آموخته و نِی را از مهدی نوایی فرا گرفت. وی هر زمان که به تهران می‌رفت از کلاس‌های ابوالحسن صبا استفاده می‌نمود.
پس از درگذشت مهدی نوایی، کسایی همچنان از همنشینی با نوازندگان اصفهانی در جهت تسلط بر نوازندگی نِی استفاده کرد. همنوازی با سازهای پرده‌داری مثل تار و سه‌تار او را بیش از پیش با گام‌های مختلف موسیقی ایرانی آشنا کرد، به صورتی که برای اولین بار دستگاه‌های چهارگاه، اصفهان، نوا و راست پنجگاه را با کوک دقیق و به صورت کامل اجرا کرد. کسایی همچنین از ابوالحسن صبا بهره‌های فراوان برد که می‌توان گفت هنر نوازندگی سه‌تار کسائی، یادگار اُنس با این هنرمند است. سه‌تار نوازی کسائی تلفیقی از ترکیب نوازندگی تار جلیل شهناز و سه‌تار ابوالحسن صبا است.

## زندگی هنری
حسن کسائی از کودکی علاقهٔ زیادی به موسیقی داشت، از سن دوازده سالگی شروع به نواختن نِی کرد و در سن سیزده سالگی به مکتب مهدی نوایی رفت (نوایی از شاگردان نایب اسدالله بود و دیگر شاگرد نوایی، حسین یاوری اصفهانی نیز اهل اصفهان بوده است). وی در محضر ابوالحسن صبا به نواختن ردیف‌ها پرداخت و با هنرمندانی چون خالقی، مشیر همایون و حسین محجوبی نیز می‌نواخته است. او کنسرت‌هایی نیز با ادیب خوانساری و اجراهایی با تاج اصفهانی داشته است.
نخستین اجرا
کسائی، در سن ۲۰ سالگی نخستین اجرای تکنوازی نی خود را در دستگاه همایون در تئاتر اصفهان به صحنه برد و یک سال بعد قطعه معروف سلام را در دستگاه چهارگاه ساخت که از معروف‌ترین قطعات موسیقی ایرانی به‌شمار می‌رود. این قطعه بعدها توسط حسین علیزاده در آلبوم صبحگاهی با سازبندی و ارکستراسیونی حجیم بازسازی شد.
کسائی، در سال ۱۳۲۹ برای اولین‌بار نی را به ارکستر برد و با ارکستر رادیو ارتش اصفهان همکاری خود را شروع کرد. در سال‌های بعد با ارکسترهای متعدد رادیو به سرپرستی هنرمندانی چون ابوالحسن صبا، حسین یاحقی، حبیب‌الله بدیعی، محمد میرنقیبی، همایون خرم و دیگران به فعالیت خود در این زمینه ادامه داد. در سال ۱۳۳۵ به دعوت داوود پیرنیا به برنامه گل‌ها راه یافت و تا سال ۱۳۵۷ که در گلچین هفته شرکت نمود، با این سلسله برنامه، همکاری داشت.
شروع فعالیت‌های بین‌المللی
از سال ۱۳۴۶، فضای کاری کسائی ابعادی جهانی هم پیدا می‌کند و یک صفحهٔ دورو در مایه‌های شور و ماهور از نوازندگی نی او به همراه تنبک جهانگیر بهشتی توسط کمپانی C.B.S فرانسه ضبط شده و در سال ۱۳۵۴ در نقاط مختلف جهان پخش شد. همچنین، کسائی تا سال ۱۳۵۶، برنامه‌های متعددی در جشن هنر شیراز برگزار کرد و با نوازندگان بزرگ جهان از جمله راوی شانکار، شاران رانی و بسم الله خان، دیدار کرد.
بعد از انقلاب ۱۳۵۷
بعد از انقلاب، به دلیل فضای نه چندان مناسبی که برای موسیقی ایجاد شد، وی آخرین برنامه رسمی خود را در رادیو ایران با همکاری جلیل شهناز، محمدرضا شجریان و جهانگیر ملک اجرا کرد. در این سال و تا قبل از سال ۱۳۶۱، آرشیو موسیقی رادیو اصفهان از بین رفت و کسائی هم از صدا و سیما برکنار و حقوقش قطع شد.
سفر به کشورهای دیگر
کسائی در دههٔ ۱۳۶۰، به کشورهای آلمان، انگلستان، فرانسه و هلند سفر کرد و در چند برنامه رادیویی، به اجرای برنامه پرداخت. در سال ۱۳۶۹، تندیس وی در گالری مفاخر هنری جهان در لندن نصب شد.
پس از آنکه کسائی در سال ۱۳۷۰، در جشنواره نی‌نوازان در تالار اندیشه شرکت کرد، فعالیت او دوباره رونق گرفت و در سال ۱۳۷۴، صدا و سیما مستمری وی را برقرار کرد.
در سال ۱۳۷۵ به آمریکا و کانادا سفر کرده و در محافل شعر و موسیقی شرکت کرد. در سال ۱۳۷۶ هم با تلاش محمدرضا لطفی، انجمن دوستداران موسیقی ایرانی واشینگتن، مجلس گرامی‌داشتی برای کسائی بر پا داشت.
در سال ۱۳۷۸ موفق به دریافت نشان درجه یک فرهنگ و هنر شد. همچنین در سال ۱۳۸۱، به عنوان چهرهٔ ماندگار موسیقی انتخاب و تقدیر شد.
در سال ۱۳۸۱ محمد جواد کسایی (فرزند حسن کسائی) کتاب «از موسیقی تا سکوت» را که حاصل نیم قرن تلاش موسیقایی حسن کسائی است، با مقدمه بیژن ترقی به بازار کتاب عرضه کرد.

## تأثیرات

### تأثیرات بر نی‌نوازی
حسن کسایی به نوعی از ابتدا شروع به ابداع تکنیک و پیاده کردن تمام دستگاه‌ها در ساز نِی نمود.
در گذشته صدای نِی، همراه با ناخالصی زیاد بود؛ یعنی نواختن آن به صورتی بود که تفاوت محسوسی بین صداهای اوج، بم و بم نرم نبود، ولی استاد کسایی توانست با تغییر حالت در زبان، در محل استقرار زبان، حالت لب و فرم سر نی، صدایی بسیار شفاف و بدون ناخالصی از نی تولید کند. همین پیشرفت باعث شد تا نوازندگی نی او، به رادیو راه پیدا کند. تکنوازی‌ها و همکاری با نوازندگان و خوانندگان مشهور آن زمان چون جلیل شهناز، علی تجویدی، احمد عبادی، تاج اصفهانی، ادیب خوانساری و… باعث شد تا نی هم‌ردیف سازهای دیگر قرار بگیرد.
بعد از این دوره اغلب ارکسترهای ایرانی شروع به استفاده از این ساز کردند و این احساس نیاز باعث رشد روزافزون نوازندگان نی شد که حتی امروزه به عنوان یک رشته تخصصی در دانشگاه تدریس می‌گردد.
به گفتهٔ محمدرضا لطفی، نوازندهٔ تار و منتقد موسیقی، حسن کسایی با مجموعهٔ «ردیف نی» - که در هشتاد سالگی ضبط کرده بود- نخستین اثر آموزشی برای علاقه‌مندان به نی نوازی را مدون کرده بود.

#### روش نی‌نوازی
نِی از جمله سازهایی است که در تاریخ موسیقی ایران جایگاه پرفراز و فرودی از دربار پادشاهان ساسانی تا همدم بودن با شبانان داشته؛ ولی هیچ‌گاه نتوانست قابلیت اصلی خود را نشان دهد که بتواند مانند سازهایی از قبیل عود، تار، سنتور و انواع مختلف سازهای آرشه‌ای و مضرابی جایگاه نسبتاً ثابتی در بین موسیقی‌دانان و مردم پیدا کند.
احتمالاً سادگی ساخت (که خود موجب پیدایش الگوهای غیراستاندارد و در نهایت باعث محدود شدن سطح تکنیکی نی شده بود) را بتوان عامل اصلی عدم ثبات در جایگاه اصلی نی دانست. توضیح آنکه، برای توسعه و رشد امکانات فنی و تکنیکی یک ساز، لازم است ابتدا ساختار آن، طبق الگویی دقیق و کارشناسی شده، طراحی و ساخته شود تا نواختن آن با حداکثر قابلیت اجرایی، میسر گردد. بر اساس اطلاعاتی که از ضبط اولین صفحه‌های موسیقی ایرانی در دست است، تکنیک نوازندگی سازهایی همچون تار، ویلن و کمانچه به نسبت نی در سطح بالاتری قرار دارد. تنها ضبطی که در گذشته از نی انجام شده تکنوازی و جواب آواز نایب اسدالله اصفهانی است که بنا به روایتی اولین کسی است که نی را به سبک «دندانی» می‌نواخته (هر چند خلاف این موضوع انکار ناپذیر نیست). در هر صورت می‌توان با بررسی این چند صفحه ضبط شده، سطح نوازندگی نی را در آن زمان شناخت.

### تأثیرات بر موسیقی
حسن کسائی در اصفهان سال‌ها مکتب‌دار موسیقی اصفهان در رشته‌های نی، سه‌تار و آواز بوده است. اگرچه بیشتر آثار حسن کسایی بداهه‌نوازی است تا موسیقی پیش ساخته، ولی امروز بخش زیادی از ضربی‌ها و حتی آوازی‌های نوازندگان نی، بهره گرفته از نوازندگی‌های اوست. کسائی در نواختن نِی ایرانی همانند نداشت و در اوقات فراغت به تکمیل سه‌تار می‌پرداخت. وی در زندگی هیچ دلبستگی‌ای به جز موسیقی نداشت. وی در شهر زادگاه خود، اصفهان در کوی عباس‌آباد زندگی می‌کرد. دیده شده بود که او حتی با لوله کردن کاغذی ساده و سوراخ کردن آن اقدام به نواختن نی می‌کرد که این در یکی از نوارهای صوتی آموزشی وی نیز بیان گردیده است.
حسن کسائی که از پیش‌کسوتان موسیقی سنتی به‌شمار می‌آمد، بر خلاف بسیاری از آنان ذهن و اندیشه‌ای نوگرایانه داشت و ردیف موسیقی سنتی را «وحی منزل» تلقی نمی‌کرد.

## تفکرات
کسائی از زمره موسیقیدانانی بود که کمتر حرف می‌زدند و بیشتر عمل می‌کردند. خود او می‌گفت آن‌ها که نمی‌توانند حرف‌شان را با ساز بیان کنند و «چیزی برای ارائه موسیقی ندارند، با صحبت‌های عجیب و غریب می‌خواهند خودشان را مطرح کنند.» این سخن منسوب به بتهوون است که؛ 
آن جا که سخن بازمی‌ماند، موسیقی آغاز می‌شود.
کسائی می‌گفت عکس این هم صادق است.
آن جا که موسیقی بازمی‌ماند چه سخن‌ها که آغاز نمی‌شود!
کسائی رواج و رونق لقب «استاد» را «ترافیک استاد» می‌نامید. چیزی که موسیقی را به راه خطا می‌کشاند.
به باور کسائی، «تقلید، هرگز کسی را به بلندای هنر نمی‌رساند. تقلید و تکرار مثل زیراکس است! شما خط میر عماد را که مثلاً پنج میلیون تومان می‌ارزد، اگر زیراکس کنید، سیصد تومان هم ارزش پیدا نمی‌کند! جوانانی که به فراگیری موسیقی می‌پردازند نیز نباید بعد از گذراندن دوره آموزشی (باز هم) صددرصد از استاد خود تقلید کنند. بلکه باید بکوشند با نو آوری، شخصیت و ذوق خود را نشان دهند.»
به باور او موسیقی پیوندی است میان خلاقیت و تکنیک، ولی تکنیک باید ابزاری باشد در خدمت خلاقیت. «در روزگار ما قضیه بر عکس شده است و در نتیجه، جای موسیقی حال را موسیقی قال گرفته است.»

## آثار
یکی از مهم‌ترین آثار کسائی، قطعه معروف سلام در دستگاه چهارگاه است که از معروف‌ترین قطعات موسیقی ایرانی به‌شمار می‌رود. برخی از آلبوم‌های او:
- نای نی (با تنبک امیرناصر افتتاح)
- راز نی (با تنبک امیرناصر افتتاح
- از کران زنده‌رود (با تنبک امیرناصر افتتاح)
- نای جان
- یاران زنده‌رود (باصدای تاج اصفهانی)
- به اصفهان رو (باصدای تاج اصفهانی)
- شاخه گل ۶ (باصدای غلام‌حسین بنان)
- شاخه گل ۹ (باصدای غلام‌حسین بنان)
- شاخه گل ۱۶ (باصدای غلام‌حسین بنان)
- گفتگوی نی و عود (با عود شهرام میرجلالی)
- دختر گُل‌فروش (باصدای علی جهاندار)(با تنبک محمود رفیعیان)
- قصه‌های عشق مجنون (آلبوم) (با تنبک محمود رفیعیان)
- اشگی برای گل‌ها (آلبوم) (با پیانو  فخری ملک‌پور) (با تنبک محمود رفیعیان)

## دیدگاه دیگران
حسن کسایی از اندک موسیقیدانان ایرانی است که معارض و مخالفی در برابر خود ندارد. منش و روش انسانی از یک سو و احساس و توانمندی هنری از سوی دیگر، او را هنرمندی مورد ستایش و احترام همگان قرار داده است.
محمدرضا لطفی، «نه به خود و نه به هیچ‌کس دیگر این اجازه را نمی‌دهم که از استاد حسن کسایی انتقاد کند، چرا که بررسی آثار او در حد ما نیست. این را به خاطر عشقم به حسن کسایی نمی‌گویم بلکه این به خاطر عظمت، بینش، معرفت، حال و عشق او به ایران زمین است.»
ساسان سپنتا، موسیقی‌شناس، «احراز تُن شفاف و مطلوب در محدوده‌های بَم و زیر نِی» را از ویژگی‌های بارز نوازندگی کسائی می‌داند: «تن صدای نی استاد کسائی در محدوده بم، گرم و دارای هارمونیک‌های مطلوب و غنی است.»
حسین عمومی، موسیقیدان و نی نواز، کسائی را «پایه‌گذار مکتب نی» به‌شمار می‌آورد. مکتبی که «نوازندگان بعد از او چه مستقیم و چه غیر مستقیم» از آن متأثر شده‌اند.
حسین دهلوی، موسیقیدان و آهنگساز، می‌گوید: آنچه مولوی دربارهٔ «نی» سروده، در نی کسائی به واقعیت پیوسته است.
پرویز یاحقی، آهنگساز و ویولن نواز، ستایش را به آن حد می‌رساند که کسائی را «استاد فرزانه تاریخ موسیقی جهان» می‌نامد.
هوشنگ ابتهاج سروده است: شکایت شب هجران که می‌تواند گفت حکایت دل ما با نی کسائی کن
فریدون توللی گفته است: در نغمه اگر جلوه کند راز خدائی هم ساز عبادی خوش و هم نای کسائی

## درگذشت
حسن کسایی در ۲۵ خرداد ۱۳۹۱، پس از سپری‌کردن ۲ ماه در حالت کما، درگذشت. مراسم خاکسپاری وی در سکوت خبری و به صورت شبانگاهی به دلیل ممنوعیت خاکسپاری بعد از سال ۱۳۶۶ در تخت فولاد با حضور جمعی از اعضای خانواده و شاگردان وی برگزار شد و طبق وصیت او مبنی بر خاکسپاری در کنار مقبره تاج اصفهانی، پیکر وی در تخت فولاد اصفهان و در فاصله کمی از مقبره جلال‌الدین تاج اصفهانی به خاک سپرده شد.